# 164P/Christensen
164P/Christensen è una cometa periodica appartenente alla famiglia delle comete gioviane. La cometa è stata scoperta il 21 dicembre 2004 ma già al momento dell'annuncio della scoperta erano state trovate immagini di prescoperta risalenti al 9 dicembre 2004, e già tre giorni dopo la scoperta furono rinvenute immagini risalenti fino al 24 gennaio 1998, epoca del precedente passaggio al perielio, per cui il 1 febbraio 2005 fu numerata a tempo di record.
Unica caratteristica di questa cometa è l'avere una MOID col pianeta Giove di sole 0,291 U.A., fatto che comporterà in futuro un drastico cambio della sua orbita attuale.